# Canton de Bourg-de-Péage
Le canton de Bourg-de-Péage est une circonscription électorale française du département de Drôme et de la région Auvergne-Rhône-Alpes. Il se situe dans l'arrondissement de Valence.
À la suite du redécoupage cantonal de 2014, les limites territoriales du canton sont remaniées. Le nombre de communes du canton passe de 15 à 2 plus une fraction de la commune de Romans-sur-Isère.

## Histoire
Le canton de Bourg-de-Péage a été créé en 1801.
Un nouveau découpage territorial de la Drôme entre en vigueur à l'occasion des élections départementales de mars 2015, défini par le décret du 20 février 2014, en application des lois du 17 mai 2013 (loi organique 2013-402 et loi 2013-403). Les conseillers départementaux sont, à compter de ces élections, élus au scrutin majoritaire binominal mixte. Les électeurs de chaque canton élisent au Conseil départemental, nouvelle appellation du Conseil général, deux membres de sexe différent, qui se présentent en binôme de candidats. Les conseillers départementaux sont élus pour 6 ans au scrutin binominal majoritaire à deux tours, l'accès au second tour nécessitant 12,5 % des inscrits au 1er tour. En outre la totalité des conseillers départementaux est renouvelée. Ce nouveau mode de scrutin nécessite un redécoupage des cantons dont le nombre est divisé par deux avec arrondi à l'unité impaire supérieure si ce nombre n'est pas entier impair, assorti de conditions de seuils minimaux. Dans la Drôme, le nombre de cantons passe ainsi de 36 à 19. Le nombre de communes du canton de Bourg-de-Péage passe de 14 à 2.
Le nouveau canton de Bourg-de-Péage est formé de communes des anciens cantons de Romans-sur-Isère-1 et Romans-sur-Isère-2 (1 fraction de commune) et de Bourg-de-Péage (2 communes). Le canton est entièrement inclus dans l'arrondissement de Valence. Le bureau centralisateur est situé à Bourg-de-Péage.

## Représentation

### Conseillers d'arrondissement (1833 à 1940)
| Période | Période      | Identité                                | Étiquette                | Qualité |
| ------- | ------------ | --------------------------------------- | ------------------------ | --- |
| 1833    | 1834 (décès) | Etienne-Charles Simond (1767-1834)      |                          | Notaire Maire de La Baume-d'Hostun                                                                          |
| 1834    | 1842         | Claude Pierre Louis Antelme (1791-1858) |                          | Ancien lieutenant d'infanterie légère, propriétaire au Bourg-de-Péage                                       |
| 1842    | 1848         | Ulysse Brunat (1804-1883)               |                          | Industriel de la soie Adjoint au Maire (puis maire) du Bourg-de-Péage                                       |
| 1848    | 1852         | Etienne Dubouchet                       |                          | Avocat au Bourg-de-Péage                                                                                    |
| 1852    | 1867         | Alphée Fière                            |                          | Négociant, mégissier, au Bourg-de-Péage                                                                     |
| 1867    | 1870         | Antoine Adrien Bayle fils (1835-1907)   |                          | Notaire à Charpey Maire de Bésayes (1874-1876 et 1894-1896)                                                 |
| 1870    | 1883         | Firmin Seyvet                           |                          | Propriétaire, adjoint au maire de Bourg-de-Péage                                                            |
| 1883    | 1889         | Adolphe Moulin                          |                          | Agréé au Tribunal de commerce de Romans                                                                     |
| 1889    | 1901         | Julien-Jérôme Clément                   | Républicain              | Agriculteur, maire de Charpey, suppléant du juge de paix                                                    |
| 1901    | 1919         | Léon Laurent                            | Républicain progressiste | Industriel en soieries, maire de Saint-Nazaire-en-Royans                                                    |
| 1919    | 1940         | Jean-Antoine Berthollet                 | Radical                  | Propriétaire, maire de Marches                                                                              |
| 1940    |              |                                         |                          | Les conseils d'arrondissement ont été suspendus par la loi du 12 octobre 1940 et n'ont jamais été réactivés |

### Conseiller généraux (1833 à 2015)
| Période                                  | Période          | Identité                  | Étiquette           | Qualité |
| ---------------------------------------- | ---------------- | ------------------------- | ------------------- | --- |
| 1833                                     | 1836             | Marc-Antoine Andrevon     |                     | Propriétaire à Romans |
| 1836                                     | 1842             | Joseph Raymond Lambert    |                     | Marchand drapier Ancien juge de paix du canton de Bourg-de-Péage |
| 1842                                     | 1848             | Georges Bernard Lacour    |                     | Notaire, maire de Bourg-de-Péage |
| 1848                                     | 1856             | Joseph Raymond Lambert    |                     | Marchand drapier juge de paix du canton de Bourg-de-Péage |
| 1856                                     | 1871             | Jean Antoine Vacher       |                     | Avoué, maire de Valence |
| 1871                                     | 1873 (démission) | Gabriel Joseph Léon Roche |                     | Propriétaire à Alixan |
| 1873                                     | 1880             | Etienne Joseph Charbonnel | Républicain         | Licencié en droit Maire de Bourg-de-Péage (1870-1871, 1876-1877, 1878-1880) |
| 1880                                     | 1893 (décès)     | Pierre Tabary             | Républicain radical | Médecin, maire de Bourg-de-Péage (1871-1874) |
| 1893                                     | 1904             | Charles Mossant           | Républicain         | Chapelier, maire de Bourg-de-Péage (1880-1885) Président de la Chambre de commerce |
| 1904                                     | 1919             | Louis Pirraud             | Rad.                | Négociant Maire de Bourg-de-Péage (1896-1919) |
| 1919                                     | 1940             | François Eynard           | Rad.                | Médecin Maire de Bourg-de-Péage (1929-1944) Sénateur (1939-1945) Nommé conseiller départemental en 1942 Président du Conseil départemental (1942-1945)                                       |
|                                          |                  |                           |                     | |
| 1945                                     | 1949             | Charles Combe             | SFIO                | Batelier puis commerçant Maire de Bourg-de-Péage (1944-1949) |
| 1949                                     | 1998             | Henri Durand              | MRP puis CNI        | Négociant Maire de Bourg-de-Péage (1953-1995) Député (1958-1962), suppléant du député Georges Durand (1988-1993)                                                                             |
| 1998                                     | 2015             | Didier Guillaume          | PS                  | Agent du Trésor public Conseiller régional (1992-1998) Maire de Bourg-de-Péage (1995-2004) Président du Conseil général (2004-2015) Sénateur (2008-2018) Vice-président du Sénat (2011-2018) |
| Les données manquantes sont à compléter. |                  |                           |                     | |

### Représentation depuis 2015
| Période élective | Période élective | Mandat | Mandat   | Identité          | Nuance | Nuance | Qualité |
| ---------------- | ---------------- | ------ | -------- | ----------------- | ------ | ------ | --- |
| 2015             | 2021             | 2015   | 2021     | Gérard Chaumontet |        | LREM   | Professeur d’histoire géographie à la retraite Ancien conseiller général du canton de Romans-sur-Isère-2                          |
| 2015             | 2021             | 2015   | 2021     | Anna Place        |        | LREM   | Cadre du ministère de l’Intérieur Adjointe au maire de Bourg-de-Péage chargée de l’Action sociale (depuis 2008)                   |
| 2021             | 2028             | 2021   | en cours | Pierre Pieniek    |        | LREM   | Médecin généraliste à Romans-sur-Isère, ancien conseiller général, conseiller départemental sortant du canton de Romans-sur-Isère |
| 2021             | 2028             | 2021   | en cours | Anna Place        |        | DVG    | Conseillère sortante |

### Résultats détaillés

#### Élections de mars 2015
À l'issue du 1er tour des élections départementales de 2015, deux binômes sont en ballottage : Gérard Chaumontet et Anna Place (PS, 33,99 %) et Joël Cheval et Frédérique Juan (FN, 28,5 %). Le taux de participation est de 49,04 % (10 060 votants sur 20 512 inscrits) contre 53,14 % au niveau départementalet 50,17 % au niveau national.
Au second tour, Gérard Chaumontet et Anna Place (PS) sont élus avec 59,84 % des suffrages exprimés et un taux de participation de 51,14 % (5 746 voix pour 10 487 votants et 20 506 inscrits).
Gérard Chaumontet et Anna Place ont quitté le PS et sont membres du groupe LREM.

#### Élections de juin 2021
Le premier tour des élections départementales de 2021 est marqué par un très faible taux de participation (33,26 % au niveau national). Dans le canton de Bourg-de-Péage, ce taux de participation est de 28,96 % (6 147 votants sur 21 226 inscrits) contre 34,1 % au niveau départemental. À l'issue de ce premier tour, deux binômes sont en ballottage : Pierre Pieniek et Anna Place (LREM, 38,26 %) et Nathalie Brosse et Jean-Claude Duclaux (DVD, 28,58 %). Le binôme d'Union de la Gauche (La Drôme en Commun) Aubin Verilhac et Cathy Bouvet arrive en troisième position avec 17,27% des voix.
Le second tour des élections est marqué une nouvelle fois par une abstention massive équivalente au premier tour. Les taux de participation sont de 34,3 % au niveau national, 34,41 % dans le département et 30,65 % dans le canton de Bourg-de-Péage. Pierre Pieniek et Anna Place (LREM) sont élus avec 59,43 % des suffrages exprimés (3 602 voix pour 6 509 votants et 21 237 inscrits),,.
Anna Place et Pierre Pieniek sont membres du groupe "Unis pour la Drôme" (indépendants). Pour l'Élection présidentielle française de 2022, ils donnent tous les deux leur parrainage à Emmanuel Macron.

## Composition

### Composition avant 2015

Situation du canton de Bourg-de-Péage dans le département de la Drôme avant 2015.

Le canton était composé de quinze communes.
| Nom                          | Code Insee | Codepostal | Superficie (km2) | Population (dernière pop. légale) | Densité (hab./km2) |
| ---------------------------- | ---------- | ---------- | ---------------- | --------------------------------- | ------------------ |
| Bourg-de-Péage (chef-lieu)   | 26057      | 26300      | 13,71            | 10 169 (2012)                     | 742                |
| Alixan                       | 26004      | 26300      | 28,28            | 2 452 (2012)                      | 87                 |
| Barbières                    | 26023      | 26300      | 14,40            | 961 (2012)                        | 67                 |
| La Baume-d'Hostun            | 26034      | 26730      | 8,46             | 561 (2012)                        | 66                 |
| Beauregard-Baret             | 26039      | 26300      | 23,44            | 804 (2012)                        | 34                 |
| Bésayes                      | 26049      | 26300      | 9,53             | 1 138 (2012)                      | 119                |
| Charpey                      | 26079      | 26300      | 15,48            | 1 274 (2012)                      | 82                 |
| Châteauneuf-sur-Isère        | 26084      | 26300      | 45,57            | 3 790 (2012)                      | 83                 |
| Chatuzange-le-Goubet         | 26088      | 26300      | 28,24            | 4 989 (2012)                      | 177                |
| Eymeux                       | 26129      | 26730      | 9,88             | 1 074 (2012)                      | 109                |
| Hostun                       | 26149      | 26730      | 18,24            | 933 (2012)                        | 51                 |
| Jaillans                     | 26381      | 26300      | 9,04             | 881 (2012)                        | 97                 |
| Marches                      | 26173      | 26300      | 11,09            | 795 (2012)                        | 72                 |
| Rochefort-Samson             | 26273      | 26300      | 24,59            | 980 (2012)                        | 40                 |
| Saint-Vincent-la-Commanderie | 26382      | 26300      | 13,34            | 474 (2012)                        | 36                 |

### Composition depuis 2015
| Nom                                    | Code Insee | Intercommunalité        | Superficie (km2) | Population (dernière pop. légale)                | Densité (hab./km2) | Modifier                                    |
| -------------------------------------- | ---------- | ----------------------- | ---------------- | ------------------------------------------------ | ------------------ | ------------------------------------------- |
| Bourg-de-Péage (bureau centralisateur) | 26057      | CA Valence Romans Agglo | 13,71            | 9 777 (2022)                                     | 713                | modifier les données · modifier les données |
| Alixan                                 | 26004      | CA Valence Romans Agglo | 28,28            | 2 698 (2022)                                     | 95                 | modifier les données · modifier les données |
| Romans-sur-Isère                       | 26281      | CA Valence Romans Agglo | 33,08            | Fraction : 17 104 (2022) Commune : 33 139 (2022) | 1 002              | modifier les données · modifier les données |
| Canton de Bourg-de-Péage               | 2601       |                         |                  | 29 579 (2022)                                    |                    | modifier les données                        |

Le nouveau canton de Bourg-de-Péage comprend :
1. deux communes entières,
2. la partie de la commune de Romans-sur-Isère non incluse dans le canton de Romans-sur-Isère.

## Démographie

### Démographie avant 2015
| 1962   | 1968   | 1975   | 1982   | 1990   | 1999   | 2006   | 2011   | 2012   |
| ------ | ------ | ------ | ------ | ------ | ------ | ------ | ------ | ------ |
| 17 823 | 18 576 | 18 457 | 20 452 | 23 885 | 26 194 | 28 732 | 30 921 | 31 275 |

### Démographie depuis 2015
En 2022, le canton comptait 29 579 habitants, en évolution de −1,88 % par rapport à 2016 (Drôme : +2,64 %, France hors Mayotte : +2,11 %).
| 2013   | 2018   | 2022   |
| ------ | ------ | ------ |
| 29 318 | 29 436 | 29 579 |